# Campionati europei di atletica leggera indoor 2011
I XXXI campionati europei di atletica leggera indoor si sono svolti a Parigi, in Francia, presso il Palazzo Omnisports, dal 4 al 6 marzo 2011.

## Nazioni partecipanti
- Albania
- Andorra
- Armenia
- Austria
- Azerbaigian
- Belgio
- Bielorussia
- Bosnia ed Erzegovina
- Bulgaria
- Cipro
- Croazia
- Danimarca
- Estonia
- Finlandia
- Francia
- Georgia
- Germania
- Gibilterra
- Gran Bretagna
- Grecia
- Irlanda
- Islanda
- Israele
- Italia
- Lettonia
- Liechtenstein
- Lituania
- Lussemburgo
- Macedonia
- Malta
- Moldavia
- Monaco
- Montenegro
- Norvegia
- Paesi Bassi
- Polonia
- Portogallo
- Rep. Ceca
- Romania
- Russia
- San Marino
- Serbia
- Slovacchia
- Slovenia
- Spagna
- Svezia
- Svizzera
- Turchia
- Ucraina
- Ungheria

## Risultati

### Uomini
| Specialità                       | Oro                                                             | Risultato | Argento                                                              | Risultato | Bronzo                                                           | Risultato |
| Corse piane                      |                                                                 |           |                                                                      |           |                                                                  |           |
| 60 metri (dettagli)              | Francis Obikwelu                                                | 6"53      | Dwain Chambers                                                       | 6"54      | Christophe Lemaitre                                              | 6"58      |
| 400 metri (dettagli)             | Leslie Djhone                                                   | 45"54     | Thomas Schneider                                                     | 46"42     | Richard Buck                                                     | 46"62     |
| 800 metri (dettagli)             | Adam Kszczot                                                    | 1'47"87   | Marcin Lewandowski                                                   | 1'48"23   | Kevin López                                                      | 1'48"35   |
| 1.500 metri (dettagli)           | Manuel Olmedo                                                   | 3'41"03   | Kemal Koyuncu                                                        | 3'41"18   | Bartosz Nowicki                                                  | 3'41"48   |
| 3.000 metri (dettagli)           | Mo Farah                                                        | 7'53"00   | Hayle İbrahimov                                                      | 7'53"32   | Halil Akkaş                                                      | 7'54"19   |
| Corse a ostacoli                 |                                                                 |           |                                                                      |           |                                                                  |           |
| 60 metri ostacoli (dettagli)     | Petr Svoboda                                                    | 7"49      | Garfield Darien                                                      | 7"56      | Adrien Deghelt                                                   | 7"57      |
| Staffette                        |                                                                 |           |                                                                      |           |                                                                  |           |
| Staffetta 4×400 metri (dettagli) | Francia Marc Macédot Leslie Djhone Mamoudou Hanne Yoann Décimus | 3'06"17   | Gran Bretagna Nigel Levine Nick Leavey Richard Strachan Richard Buck | 3'06"46   | Belgio Jonathan Borlée Antoine Gillet Nils Duerinck Kévin Borlée | 3'06"57   |
| Salti                            |                                                                 |           |                                                                      |           |                                                                  |           |
| Salto in alto (dettagli)         | Ivan Uchov                                                      | 2,38 m    | Jaroslav Bába                                                        | 2,34 m    | Aleksandr Šustov                                                 | 2,34 m    |
| Salto con l'asta (dettagli)      | Renaud Lavillenie                                               | 6,03 m    | Jérôme Clavier                                                       | 5,76 m    | Malte Mohr                                                       | 5,71 m    |
| Salto in lungo (dettagli)        | Sebastian Bayer                                                 | 8,16 m    | Kafétien Gomis                                                       | 8,03 m    | Morten Jensen                                                    | 8,00 m    |
| Salto triplo (dettagli)          | Teddy Tamgho                                                    | 17,92 m   | Fabrizio Donato                                                      | 17,73 m   | Marian Oprea                                                     | 17,62 m   |
| Lanci                            |                                                                 |           |                                                                      |           |                                                                  |           |
| Getto del peso (dettagli)        | Ralf Bartels                                                    | 21,16 m   | David Storl                                                          | 20,75 m   | Maksim Sidorov                                                   | 20,55 m   |
| Prove multiple                   |                                                                 |           |                                                                      |           |                                                                  |           |
| Eptathlon (dettagli)             | Andrėj Kraŭčanka                                                | 6.282 p.  | Nadir El Fassi                                                       | 6.237 p.  | Roman Šebrle                                                     | 6.187 p.  |

### Donne
| Specialità                       | Oro                                                                       | Risultato | Argento                                                                 | Risultato | Bronzo                                                               | Risultato |
| Corse piane                      |                                                                           |           |                                                                         |           |                                                                      |           |
| 60 metri (dettagli)              | Olesja Povch                                                              | 7"13      | Marija Rjemjen'                                                         | 7"15      | Ezinne Okparaebo                                                     | 7"20      |
| 400 metri (dettagli)             | Denisa Rosolová                                                           | 51"73     | Olesja Krasnomovec                                                      | 51"80     | Ksenija Zadorina                                                     | 52"03     |
| 800 metri (dettagli)             | Jenny Meadows                                                             | 2'00"50   | Linda Marguet                                                           | 2'01"61   | Marilyn Okoro                                                        | 2'02"46   |
| 1.500 metri (dettagli)           | Elena Aržakova                                                            | 4'13"78   | Nuria Fernández                                                         | 4'14"04   | Ekaterina Martynova                                                  | 4'14"16   |
| 3.000 metri (dettagli)           | Helen Clitheroe                                                           | 8'56"66   | Lidia Chojecka                                                          | 8'58"30   | Layes Abdullayeva                                                    | 9'00"37   |
| Corse a ostacoli                 |                                                                           |           |                                                                         |           |                                                                      |           |
| 60 metri ostacoli (dettagli)     | Carolin Nytra                                                             | 7"80      | Tiffany Ofili                                                           | 7"80      | Christina Vukicevic                                                  | 7"83      |
| Staffette                        |                                                                           |           |                                                                         |           |                                                                      |           |
| Staffetta 4×400 metri (dettagli) | Russia Ksenija Zadorina Ksenija Vdovina Elena Migunova Olesja Krasnomovec | 3'29"34   | Gran Bretagna Kelly Sotherton Lee McConnell Marilyn Okoro Jenny Meadows | 3'31"36   | Francia Muriel Hurtis-Houairi Laetitia Denis Marie Gayot Floria Guei | 3'32"16   |
| Salti                            |                                                                           |           |                                                                         |           |                                                                      |           |
| Salto in alto (dettagli)         | Antonietta Di Martino                                                     | 2,01 m    | Ruth Beitia                                                             | 1,96 m    | Ebba Jungmark                                                        | 1,96 m    |
| Salto con l'asta (dettagli)      | Anna Rogowska                                                             | 4,85 m    | Silke Spiegelburg                                                       | 4,75 m    | Kristina Gadschiew                                                   | 4,65 m    |
| Salto in lungo (dettagli)        | Dar'ja Klišina                                                            | 6,80 m    | Naide Gomes                                                             | 6,79 m    | Julija Pidlužnaja                                                    | 6,75 m    |
| Salto triplo (dettagli)          | Simona La Mantia                                                          | 14,60 m   | Olesja Zabara                                                           | 14,45 m   | Dana Velďáková                                                       | 14,39 m   |
| Lanci                            |                                                                           |           |                                                                         |           |                                                                      |           |
| Getto del peso (dettagli)        | Anna Avdeeva                                                              | 18,70 m   | Christina Schwanitz                                                     | 18,65 m   | Josephine Terlecki                                                   | 18,09 m   |
| Prove multiple                   |                                                                           |           |                                                                         |           |                                                                      |           |
| Pentathlon (dettagli)            | Antoinette Nana Djimou Ida                                                | 4.723 p.  | Austra Skujytė                                                          | 4.706 p.  | Remona Fransen                                                       | 4.665 p.  |

## Medagliere
Legenda
     Paese ospitante
| Posizione | Paese         | Oro | Argento | Bronzo | Totale |
| --------- | ------------- | --- | ------- | ------ | ------ |
| 1         | Francia       | 5   | 5       | 2      | 12     |
| 2         | Russia        | 5   | 2       | 5      | 12     |
| 3         | Germania      | 3   | 4       | 3      | 10     |
| 4         | Gran Bretagna | 3   | 4       | 2      | 9      |
| 5         | Polonia       | 2   | 2       | 1      | 5      |
| 6         | Rep. Ceca     | 2   | 1       | 1      | 4      |
| 7         | Italia        | 2   | 1       | 0      | 3      |
| 8         | Spagna        | 1   | 2       | 1      | 4      |
| 9         | Portogallo    | 1   | 1       | 0      | 2      |
| 9         | Ucraina       | 1   | 1       | 0      | 2      |
| 11        | Bielorussia   | 1   | 0       | 0      | 1      |
| 12        | Azerbaigian   | 0   | 1       | 1      | 2      |
| 12        | Turchia       | 0   | 1       | 1      | 1      |
| 14        | Lituania      | 0   | 1       | 0      | 1      |
| 15        | Belgio        | 0   | 0       | 2      | 2      |
| 15        | Norvegia      | 0   | 0       | 2      | 2      |
| 17        | Danimarca     | 0   | 0       | 1      | 1      |
| 17        | Paesi Bassi   | 0   | 0       | 1      | 1      |
| 17        | Romania       | 0   | 0       | 1      | 1      |
| 17        | Slovacchia    | 0   | 0       | 1      | 1      |
| 17        | Svezia        | 0   | 0       | 1      | 1      |
| Totale    | Totale        | 26  | 26      | 26     | 78     |